# Aconitasa

L'aconitasa o aconitat hidratasa (EC 4.2.1.3 4.2.1.3) és un enzim que catalitza la isomerització estereoespecífica de citrat a isocitrat a través de cis-aconitat en el cicle de Krebs.

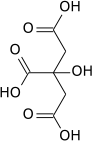
Àcid cítric
Aconitato
Isocitrato

## Funció
Al contrari que la majoria de les proteïnes ferro-sofre, que funcionen com a transportadors d'electrons, el centre ferro-sofre de l'aconitasa reacciona directament amb el substrat d'un enzim. L'aconitasa té un centre actiu [Fe4S4]2+, que pot convertir-se a una forma inactiva [Fe3S4]+. S'ha demostrat que tres residus de cisteïna (Cys) són lligands del centre [Fe4S4]. En estat actiu, els ions febles de ferro del centre [Fe4S4] no estan coordinats per Cys, sinó per molècules d'aigua.
Són homòlegs de l'aconitasa la proteïna que uneix l'element regulador de ferro (IRE-BP) i la 3-isopropilmalat deshidratasa (α-isopropilmalat isomerasa, un enzim que catalitza el segon pas de l'biosíntesis de leucina). Els elements reguladors de ferro (IRES) constitueixen una família de seqüències de 28 nucleòtids, no codificants, que formen estructures de tija i bucle que regulen l'emmagatzematge de ferro, la síntesi del grup hemo i l'absorció de ferro.
També participen en la unió a ribosomes i el control del ARNm (degradació). La proteïna reguladora específica, el IRE-BP, s'uneix a IREs a les regions 5' i 3', però només en el ARN en la forma apo, sense el centre ferro-sofre. L'expressió d'IRE-BP en els cultius cel·lulars ha revelat que la proteïna funciona tant com una aconitasa activa, quan les cèl·lules estan repletes de ferro-, o com una proteïna activa d'unió a ARN, quan les cèl·lules manquen de ferro. Les IRE-BP mutantes, on tots o algun dels tres residus de cisteïna que participen en la formació de Fe-S se substitueixen per serina, l'aconitasa perd la seva activitat, però conserva les seves propietats d'unió a ARN.
L'aconitasa és inhibida per fluoroacetat, raó per la qual aquest és verinós. El centre ferro-sofre és molt sensible a l'oxidació per superóxido.